# 劉道隆 (明朝)
劉道隆（1557年—？），字麟原，號起南，湖廣承天府潛江縣人，民籍，明朝政治人物。同進士出身。

## 生平
萬曆十三年（1585年）乙酉科湖廣鄉試八十一名，十四年（1586年）丙戌科會試三十六名，登三甲第五十九名。都察院观政，六月任直隸江都縣知縣。十九年七月行取，十一月擢兵科给事中，轉刑科给事中，处言路四月，疏凡十數上。以争拾遗，二十一年称病，引嫌家居七年。二十七年起補兵科右，本年巡视皇城，告病。三十三年再轉吏科右，三十四年升吏科左。神宗中叶以来，朝野之问局凡屡变，门户之说纷纭水火，工科给事孙善继拜疏竟去，道隆继之，王元翰、顾天埈、李腾芳、陈治则先后去吏科，纠擅去诸臣，命削善继籍，道隆等各降秩。三十七年降三级，補户部检校。泰昌改元，凡老成人悉起田间，道隆起升户部主事，天啓元年升光禄寺丞，二年正月迁通政司右参议，三月升右通政，疏荐高邑赵南星、德清葛寅亮，温旨嘉纳，次第擢用。疏捄熊廷弼，谓司马左袒撫臣王化贞，妄引一二不根语，欲坐经略逆谋，与兵部驳击。不报。遂引疾致仕。隆居乡严气正性，邑中兴除大故，不辞艰，不避谤，如条议浚河筑堤事宜，一邑永赖。于立朝去就間，尤有古大臣之风。卒年六十七，祀乡贤。

## 家族
曾祖劉緣，曾任知縣；祖父劉文臣；父劉清。母李氏。慈侍下。兄道大、道東、道性，俱生员。弟道成（壬午举人）、道軌、道純、道一、道輝、道裕。子劉蓀，恩贡通判。孙劉廣國，进士。劉充國，恩贡。曾孙劉儵，岁贡，宝庆府训导。劉伟，太學生。